# Doppio papà
Doppio papà (Um Pai no Meio do Caminho) è un film brasiliano del 2021 diretto da Cris D'Amato, scritto da Renato Fagundes e Thalita Rebouças e interpretato da Maisa Silva, Eduardo Moscovis e Marcelo Médici.

## Trama
A seguito della partenza della madre per l'India, la giovane Vicenza decide di andare alla ricerca del padre.

## Distribuzione
Il film è stato distribuito sulla piattaforma Netflix dal 15 gennaio 2021.